# Megachile stilbonotaspis
Megachile stilbonotaspis là một loài Hymenoptera trong họ Megachilidae. Loài này được Moure mô tả khoa học năm 1945.